# Phoenix d'Elon
Le Phoenix d'Elon est le nom donné à plusieurs équipes sportives de l'Université Elon, située à Elon, en Caroline du Nord. L'université est membre de la Colonial Athletic Association (CAA) et participe à la  Division I de la National Collegiate Athletic Association (NCAA), mettant en compétition dix-sept équipes dans onze sports.
Toutes les équipes universitaires d’Elon participent actuellement à des sports régis par la CAA, que le Phoenix a rejoint le 1er juillet 2014.

## Les équipes
| Équipes masculines - Baseball - Basketball - Cross-country - Football américain - Golf - Football - Tennis | Équipes féminines - Basketball - Cross-country - Crosse - Golf - Football - Softball - Tennis - Athlétisme - Volley-ball |

## Football américain
Elon, qui crée une équipe de football américain pour la première fois en 1909, participe à la Football Championship Subdivision (FCS) de la division I de la NCAA. Après onze saisons dans la Southern Conference, les Phoenix rejoignent la Colonial Athletic Association pour tous les sports, y compris le football américain, en 2014. Ils disputent leurs matchs à domicile au Rhodes Stadium, d'une capacité de 13 100 places.
Parmi les joueurs notables des Phoenix on peut citer Oli Udoh (en), un offensive tackle drafté par les Vikings du Minnesota en 2019, Cameron McGlenn (en), qui joue en Arena Football League depuis 2011 et Rich McGeorge (en), tight end des Packers de Green Bay de 1970 à 1978.

## Basketball
Les Phoenix jouent leur matchs à domicile au Schar Center (en), d'une capacité de 5 100 places. Leur entraîneur depuis 2019 est Mike Schrage (en), ex entraîneur adjoint des Buckeyes d'Ohio State.